# Festetics Pál (kamarai alelnök)
Tolnai gróf Festetics Pál (Ság, 1722. december 7. – Pozsony, 1782. április 7.) nagybirtokos, kamarai alelnök, titkos tanácsos, Festetics György és Festetics Julianna apja.

## Élete
A tolnai Festetics család sarja. Festetics Pál egy vagyonos Vas vármegyei köznemesi családban született Festetics Kristóf (1696-1768) somogyi alispán, királyi tanácsos, szeptemvir és mezőszegedi Szegedy Judit (1705-?) gyermekeként. Anyai nagyszülei mezőszegedi Szegedy Pál (1653-1710) Vas vármegye alispánja és telekesi Török Ilona voltak. Festetics Kristóf 1746-ban vette fel a "tolnai" nemesi előnevét, és vele együtt az egész család.
Festetics Pál tanulmányait Nagyszombatban, Bécsben, 1742–1743-ban pedig Lipcsében végezte, ahol Johann Christoph Gottsched tanítványa volt. Hazatérve a kőszegi kerületi táblánál egy ideig joggyakornok, majd 1748-tól Sopron vármegye helyettes alispánja. 1749 novemberétől 1756 májusáig a vármegye megválasztott alispánja, 1751-ben országgyűlési követe.
1756-ban rövid ideig a kőszegi kerületi tábla ülnöke volt, de még ugyanebben az évben a bécsi központi hatóságokhoz rendelték. 1758-ban udvari, 1759-ben kancelláriai tanácsos lett, majd 1762-ben rangjának megtartásával az Udvari Kamarához került. Ez állásában Mária Terézia bizalmasává lett, akinek felkérésére javaslatokat készített az 1764-i országgyűlés elé terjesztendő királyi előterjesztésekhez, többek között az adó felemelése, a nemesi felkelés reformja, az országgyűlést követően pedig az úrbérrendezés tárgyában.
Festetics Pál, a Magyar Kamara alelnöke, magyar grófi címet nyert Mária Terézia magyar királynőtől 1772. február 24-én. Mária Terézia királynő kinevezte titkos tanácsossá és a magyar kamara alelnökévé. 1777. május 16-án Baranya vármegye főispánjává nevezték ki, mely tisztséget haláláig betöltötte. „A 18. században nagy vagyonra szert tett Festetics családból egyedül Pál vállalt főispánságot.”
A család keszthelyi hitbizományának tulajdonosa volt.
1772-ben háromosztályos gimnáziumot alapított, aminek fenntartója is volt egyben. Az ő nevéhez fűződik még Keszthelyen a Szentháromság szobor, a templom főoltára, a heti vásár tartásának joga, Keszthely első tűzoltó-kocsijának a vásárlása.

## Házassága
Jabloncán 1751. szeptember 8-án feleségül vette nagybossányi Bossányi Julianna Mária Borbálát (Jablonca, 1734. február 9. – Bécs, 1805. február 27.), nagybossányi Bossányi Imre (1706-1781) alországbíró és Korláthköy Éva (1711-1798) lányát. Bossányi Julia grófnő édesapja, nagybossányi Bossányi Imre, 1774. december 12.-én grófi rangot kapott Mária Terézia magyar királynőtől. Festetics Pál gróf és Bossányi Julianna grófnő házasságából kilenc gyermek született:
- Festetics Julianna (Jablonca, 1753. október 30.–Bécs, 1824. január 20.). 1.férje: gróf sárvár-felsővidéki Széchenyi József (1751. január 12.–1774. november 30.). 2.férje: gróf sárvár-felsővidéki Széchényi Ferenc (Széplak, Sopron vármegye, 1754. április 28. – Bécs, 1820. december 13.) államférfi, könyvtár- és múzeumalapító, Somogy vármegye főispánja, királyi főkamarásmester, aranygyapjas lovag.
- gróf Festetics György (Ság, 1755. december 31.–Keszthely, 1819. április 2.), a keszthelyi Georgikon alapítója, szabadkőműves, a Graeven huszárezred alezredese, nagybirtokos. Felesége: jakabházi Sallér Judit Rozália (Molnári, 1766. szeptember 24.– Molnári, 1829. március 28.)
- Festetics Erzsébet (1760–1832. február 9.). Férje: gróf Esterházy Károly (1756–Pozsony, 1828. július 7.)
- Festetics János (1763–1844). Felesége: Rohr Katalin.
- Festetics Imre (Simaság, 1764. december 2.–Kőszeg, 1847. április 1.), földbirtokos. 1.felesége: boronkai Boronkay Krisztina  (*Nágócs, 1774. február 28.–Bécs, 1807. április 18.). 2.felesége: vizkeleti Vizkeledy Borbála.
- Festetics Anna. Férje: báró Révay Pál
- Festetics József
- Festetics Imre
- Festetics Mária (1775–1800. június 18.). Férje: gróf németújvári Batthyány Antal (1762. október 14.–1828. szeptember 20.), földbirtokos.

## Külső hivatkozások
- gróf Festetics Pál
- Magyar életrajzi lexikon
- Szabó Dezső: A herceg Festetics család története. Budapest, Franklin K., 1928. 186−187. o.
- Keszthelyi Életrajzi Lexikon – online. Fejér György Városi Könyvtár Keszthelyi életrajzi lexikon F. archivált

| Elődje: Klimó György | Baranya vármegye főispánja 1777. május 16. – 1782. április 7. | Utódja: Végh Péter |